# Melittobia evansi
Melittobia evansi är en stekelart som beskrevs av Dahms 1984. Melittobia evansi ingår i släktet Melittobia och familjen finglanssteklar. Inga underarter finns listade i Catalogue of Life.